# Drapeau de Calgary
Le drapeau de Calgary est l'emblème vexillologique de la ville canadienne de Calgary, en Alberta.

## Description
Le drapeau comprend une large bande horizontale de couleur rouge et deux minces bandes blanches sur les bords supérieur et inférieur de l'étoffe. La bande rouge contient un stetson (chapeau de cow-boy) placé à l'intérieur d'une lettre « C ».

## Symbolisme
Les couleurs rouge et blanc, couleurs officielles de la ville, rappellent celles de l'uniforme traditionnel de la Gendarmerie royale du Canada, et symbolisent l'esprit d'hospitalité et le développement de la ville. Le stetson à l'intérieur du « C » (initiale du nom de la ville) représente les habitants à l'intérieur de la ville ; le chapeau stetson est devenu un symbole de Calgary, souvent offert aux dignitaires et visiteurs de marque.

## Historique
Le drapeau a été dessiné par Gwin Clark et Yvonne Fritz dans le cadre d'un concours organisé à l'occasion du centenaire de la ville. Il a été officiellement adopté par le conseil de ville en 1983.